# Kamilla Larsen
Pour les articles homonymes, voir Kristensen.
Kamilla Birkedal Larsen, née Kamilla Birkedal Kristensen le 2 septembre 1983 à Birkerød, est une handballeuse internationale danoise évoluant au poste de pivot.

## Palmarès

### En club
compétitions internationales
- vainqueur de la Ligue des champions en 2007 (avec Slagelse FH)

compétitions nationales
- championne du Danemark en 2003, 2005 et 2007 (avec Slagelse FH)

### En sélection
championnats du monde
- 5e place du championnat du monde 2009

championnats d'Europe
- 4e place du championnat d'Europe 2010
- 11e place du championnat d'Europe 2008
- 11e place du championnat d'Europe 2006